# Can Morat
Can Morat és una masia de Riudellots de la Selva (Selva) inclosa a l'Inventari del Patrimoni Arquitectònic de Catalunya.

## Descripció
L'edifici és de tres naus, dues plantes, vessant a laterals i cornisa catalana simple. El portal és adovellat i al costat esquerre hi ha una finestra emmarcada amb pedra amb la llinda decorada amb un element floral inscrit en un triangle, igual que les dues laterals del primer pis. Les tres finestres d'aquest primer pis són rectangulars típicament renaixentistes amb guardapols. L'obertura central, més grossa, i la de l'esquerre presenten culs-de-llàntia als extrems del guardapols, mentre que la de la dreta té dos caps d'angelets.
El mas ha estat dividit en quatre habitatges amb accessos independents. A la dreta del portal principal, probablement on hi havia una altra finestra, ara hi ha una porta amb llinda de fusta que mena a un dels habitatges en força mal estat. A la part del darrere hi les altres dues habitacions que ocupen part del cos principal i els cossos afegits. La façana lateral presenta una llinda amb la data 1574. A l'interior la sala central conserva la volta de rajols plans en forma d'espiga de peix i el paviment de toves original. La cuina també conserva la volta situada transversalment respecte a la de la sala central.